# Marguerita Mergentime
Marguerita Straus, conocida como Marguerita Mergentime, (Nueva York, 3 de marzo de 1894-1941) fue una diseñadora textil estadounidense conocida por sus telas estampadas, que marcó la década de 1930 con su mantelería de colores llamativos y patrones innovadores creados para animar los hogares estadounidenses. Mergentime también diseñó sábanas, toallas y vajillas. En la ciudad de Nueva York en la década de 1930, Mergentime trabajó con algunos de los diseñadores más conocidos de la época, como Donald Deskey, Russel Wright y Frederick Kiesler. Su trabajo apareció en The New Yorker, House &amp; Garden, House Beautiful y Vogue.

## Trayectoria
Nacida como Marguerita Straus el 3 de marzo de 1894 en la ciudad de Nueva York, era hija de Max y Adelaide (Ottenheim) Straus. Mergentime se graduó de la Escuela de Cultura Ética. Estudió arte en el Teachers College de 1923 a 1927, y con la diseñadora Ilonka Karasz, además de asistir a las salas de estudio de museos. En 1914 se casó con Charles Mergentime, empresario e inversor, con quien tuvo dos hijas. La sala de estar del apartamento de Mergentime en Nueva York fue diseñada por Frederick Kiesler.
A finales de la década de 1920 y principios de la de 1930, Mergentime, ante la incapacidad de encontrar los tipos de mantelería que quería, se propuso llenar este nicho convirtiéndose en diseñadora textil. Fue autodidacta, investigando en museos y estudiando las artes con diseñadores como Ilonka Karasz. Además de los textiles, sus estudios abarcaron diversas áreas, incluida la encuadernación, la música, la fotografía y la pintura. En 1929, Mergentime se convirtió en miembro de la Unión Americana de Artistas Decorativos y Artesanos (AUDAC). Entre sus colegas de la AUDAC estaban influyentes diseñadores cuyas obras definen el modernismo del siglo XX en Estados Unidos, como Frank Lloyd Wright, Egmont Arens, Donald Deskey, Norman Bel Geddes, Eliel Saarinen y Russel Wright. Los textiles de Mergentime se incluyeron en la exposición de 1931 de la AUDAC en el Museo de Brooklyn, junto con los de Mariska Karasz. Mergentime también fue miembro del Fashion Group.
Mergentime recibió el encargo de Donald Deskey, el diseñador jefe de interiores del Radio City Music Hall, que abrió en Nueva York en 1932, para crear su tela Lilies in the Air que cubre las paredes del Ladies 'Lounge. y una alfombra para el Grand Lounge. Los diseños de telas y alfombras de Mergentime han permanecido en el Radio City Music Hall, junto con los textiles de Ruth Reeves.
A partir de 1934, Mergentime se centró en la producción de mantelería que se vendía en Macy's y Lord & Taylor en Nueva York, así como en grandes almacenes en todo Estados Unidos. En sus telas se veían reflejadas su gusto por la jardinería, la historia de Estados Unidos, el arte popular, la política y la tipografía. Su carrera fue promocionada en artículos y anuncios, y su trabajo se mostró en exposiciones, sobre todo en las exposiciones de artes industriales del Museo Metropolitano de Arte, en 1934 en la sección de Ely Jacques Kahn y en 1940 en la sección de Edward Durell Stone. A finales de la década de 1930, Dorothy Liebes, en ese momento directora creativa de Goodall Decorative Fabrics, encargó a Mergentime una colección para la firma. En 1939, Mergentime diseñó un mantel de recuerdo para la Feria Mundial de Nueva York y un tapiz para la Exposición Internacional Golden Gate en San Francisco. En 1940, Mergentime trabajó con Russel Wright en su campaña American Way para promover objetos domésticos de artistas estadounidenses que se vendían en tiendas de todo el país.

## Legado
Su trabajo se encuentra en colecciones de museos como el MoMA de Nueva York; el Museo Nacional de Diseño Cooper-Hewitt, Smithsonian Design Museum; el Museo Brooklyn; el Museo en FIT; y el Museo de Arte de Allentown.

## Publicaciones
- American Union of Decorative Artists and Craftsmen. Modern American Design, 1930. Reprint, New York: Acanthus Press, 1992.
- Ghelerter, Donna. Marguerita Mergentime: American Textiles, Modern Ideas. New York: West Madison Press, 2017.
- Kirkham, Pat. Women Designers in the USA, 1900-2000: Diversity and Difference. New Haven: Yale University Press, 2000.
- Rosenthal, Rudolph and Helena L. Ratzka. The Story of Modern Applied Art. New York: Harper and Brothers, 1948.